# Michael Sendivogius
Michał Sędziwój (en latin : Michael Sendivogius ; 1566-1636) est un alchimiste et médecin polonais. Il se désigne lui-même comme Le Cosmopolite II.

## Biographie
Il naît dans une riche famille aristocratique polonaise en 1566. Son père l'envoie étudier à l'université Jagellonne de Cracovie. En 1590 il entre à l'université de Leipzig. En 1591 il est à l'université de Vienne. En 1593 il entre au service de l'empereur Rodolphe II de Habsbourg, et depuis de plus en plus influent à la cour et achète plusieurs terres en Bohème dont en 1597, le domaine de Fumberg à la veuve de l'alchimiste anglais Edward Kelley. En 1597-1598, sur l'ordre de Rodolphe II, il voyage en Orient.
En 1599, il est accusé d'être impliqué dans la mort d'un riche marchand et est emprisonné. Libéré, il quitte Prague pour la Pologne, où il se met au service du roi de Pologne Zygmunt III. Il est rappelé à Prague en 1602 comme conseiller privé. Il publie en 1604, un Traité du Mercure (ou Douze traités sur la pierre des philosophes [De lapide philosophorum tractatus duodecim] ou Traité de la nature en général) (1604), sous le pseudonyme latin de Divi leschi genus amo ("J'aime le peuple divin de Pologne"), anagramme de "Michael Sendivogius".
Une légende "veut qu'il ait aidé le mystérieux adepte Alexandre Seton à s'évader de la tour où un prince allemand le retenait prisonnier. Seton s'étant blessé et étant mort peu après, Sędziwój aurait épousé sa veuve, héritant en même temps de sa provision de 'teinture' (la pierre philosophale) et de ses manuscrits. Ainsi les ouvrages de Sędziwój , publiés sous le pseudonyme du 'Cosmopolite', ne seraient autres que ceux de Seton lui-même. En réalité, la trajectoire de Sędziwój n'a jamais rencontré celle de Seton. Ceux qui, vingt ans après sa mort, écrivirent cette version romancée de son existence confondirent la prétendue veuve de Seton (si tant est que Seton ait jamais été marié) avec la veuve d'un autre célèbre alchimiste, l'Anglais Edward Kelley (1555-1597)."

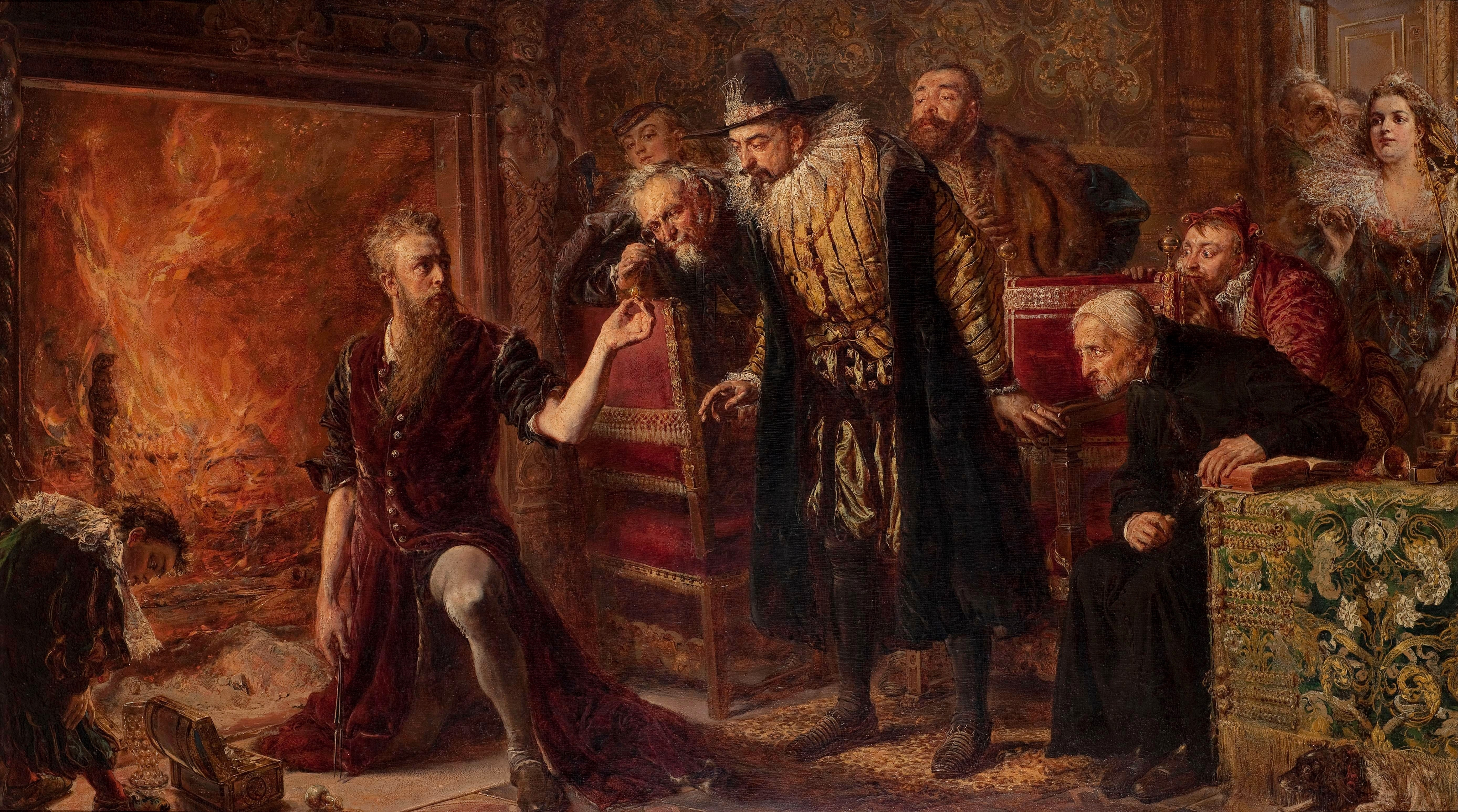
"L'alchimiste Michał Sędziwój", huile sur toile de Jan Matejko, Musée des Arts de Łódź.

Il rentre en Pologne après 1607, et installe des forges et des fonderies à Krzepice. En 1616, il publie son Traité du soufre (Tractatus de sulphure), sous le pseudonyme de Angelus doce mihi jus ("Ange, apprends-moi la Loi"), anagramme de "Michael Sendivogius". La seconde édition harmonise les idées entre le traité d'Alexandre Seton et le sien. Vers 1619, il se lie avec l'empereur Ferdinand II, pour lequel il installe des fonderies en Silésie. En 1626 il est nommé conseiller privé.

## Alchimie
Sędziwój développe surtout l'idée - partiellement dérivée de Paracelse - d'un 'nitre invisible' vivifié par les rayons célestes et contenant le principe vital. Selon Sędziwój, tout corps possède un centre, appelé aussi 'sperme', réceptacle de toutes les qualités. Les éléments eux-mêmes projettent leur 'sperme' qui est pour Sędziwój le 'mercure des philosophes'. Une fois digéré au centre de la terre, le sperme élémentaire, appelé aussi 'sel central' ou 'sel nitre', est conduit sous forme de vapeur à travers les pores de la terre jusqu'à sa surface par la force du 'soleil centrique', réplique du soleil au centre de la terre. Il se combine, au passage, au 'soufre philosophique' qui se trouve çà et là au sein de la terre, produisant ici un métal, là un autre, selon la chaleur et le degré de pureté du soufre qu'il rencontre. mais s'il ne se rencontre pas de soufre, il se condense à la surface de la terre en 'une eau qui donne vie à toutes choses'. Cette eau qui contient le sperme élémentaire - ou sel nitre, ou mercure philosophique - imprégné des vertus du soleil centrique, est attirée dans les airs et y reçoit i,e force vitale provenant des rayons célestes. Chargée de cette force vitale et du sel nitre, elle retombe sur terre sous forme de pluie ou de rosée, et le sel nitre, se mêlant à la graisse de la terre (pinguedini terrae), y produit non seulement les fleurs, mais toutes choses" (Didier Kahn, in Jean Servier, Dictionnaire critique de l'ésotérisme, PUF, 1998, p. 43-44).

### Œuvres de Sędziwój
- Michel Sendivogius, De lapide philosophorum tractatus duodecim (1604) ou Dialogus Mercurii, Alchimistae et Naturae (1607), Cosmopolitani novum lumen chymicum (1608), trad. : Le Cosmopolite ou Nouvelle lumière chymique pour servir d'éclaircissement aux itois [i.e. trois] principes de la nature, exactement décrits dans les trois traitez suivans (1691) ; Retz, 1976, 301 p. ; Le Cosmopolite. Lettre philosophique, les œuvres du Cosmopolite ou Nouvelle lumière chymique divisées en trois traités, Éditions maçonniques, 2006, 319 p. :
  - vol. I : De lapide... (1604) ou Novum lumen chymicum, trad. : Cosmopolite ou Nouvelle lumière de la phisique naturelle (1609) ou Traité du Mercure, volume dû à Alexandre Seton. Lenglet du Fresnoy, dès 1742, a montré que le véritable auteur de la Nouvelle lumière chymique est en fait Alexandre Seton. Kessinger, 2009, 70 p. 
  - vol. II : Tractatus de sulphure (1616), trad. : Traicté du soulphre (1629), volume dû à Michel Sendivogius 
  - vol. III : le Traité du vrai sel des Philosophes. Éditions maçonniques, 2007 , volume dû à Clovis Hesteau de Nuysement.
- Michael Sendivogius, The Alchemical Letters of Michael Sendivogius to the Rosicrucian Society, Holmes Pub Group Llc, 1998,  (ISBN 1-55818-404-X).
- Lettres sur la Théorie et la pratique de la Pierre Philosophale. Lire en Ligne sur la BNAM  (texte en Français)

### Études sur Sendivogius
- E. J. Holmyard, L'alchimie (1957), trad., Arthaud, 1979, p. 239-252 : "Alexandre Seton et Michel Sendivogius".
- W. Hubicki, "Michael Sendivogius's Theory, its Origin and Significance in the History of Chemistry", in Proceedings of the Tenth International Congress of the History of Sciences, Paris, 1964.
- Didier Kahn, « Le Tractatus de sulphure de Michaël Sendivogius (1616), une alchimie entre philosophie naturelle et mystique », apud Claude Thomasset (éd.), L’Écriture du texte scientifique au Moyen Âge, Paris : Presses de l’Université de Paris-Sorbonne, 2006, p. 193-221.
- Rafał T. Prinke (2016), « New Light on the Alchemical Writings of Michael Sendivogius (1566–1636) », Ambix, 63 (2016), p. 217-243.
- Rafał T. Prinke & Mike A. Zuber (2018), « Alchemical Patronage and the Making of an Adept: Letters of Michael Sendivogius to Emperor Rudolf II and His Chamberlain Hans Popp », Ambix, 65 (2018), p. 324-355.